# Swen Schmitz Coll
Swen Schmitz Coll (Friburg de Brisgòvia, 1995) és un artista, il·lustrador i muralista català d'Ivars d'Urgell d'ascendència alemanya. La majoria dels seus treballs, com els del seu referent artístic Claude Monet, són sobre paisatges i natura amb l'objectiu de «donar vida a les parets grises, mortes» i palesar la biodiversitat amb què convivim.
| «              | Quan realitzo murals pinto flors enormes perquè són així encara que siguin petites. La primera flor que vaig dibuixar en un mur va ser un gira-sol del meu hort. M'agrada la idea de tancar el cercle: plantar la llavor, que neixi la flor, observar-la i pintar-la gegant. | » |
| — Swen Schmitz | |   |

## Trajectòria
Des del 2012, els seus murals poden veure's en moltes parets de pobles ponentins com Barbens, Menàrguens Os de Balaguer, Bellpuig, Agramunt, El Campell, Montgai, Alfarràs, Torrefarrera, Penelles, i altres com Sant Feliu de Codines, Toralla o Llavorsí, així com també a l'estranger en països com Alemanya, Argentina i Xile.
L'any 2019, Schmitz s'embarcà en l'Enciclopèdia Mural, un projecte que enllaça la vessant artística, l'educativa i la mediambiental dins dels pobles d'Ivars d'Urgell i Vallverd, creant un vincle creatiu entre l'entorn natural de l'Estany d'Ivars i Vila-sana i el municipi d'Ivars per mitjà d'uns enormes i coloristes ocells representatius de la fauna de l'estany pintats en murals de gran format a les parets de les cases, amb la informació bàsica anotada en uns panells informatius i enllaçada en un espai web.
El 2022, durant deu setmanes de feina va pintar un mural que recorre 400 metres del Parc Fluvial del Besòs amb més de 100 espècies d'ocells autòctons del riu Besòs.